# Aristea africana
Aristea africana är en irisväxtart som först beskrevs av Carl von Linné, och fick sitt nu gällande namn av Johann Centurius von Hoffmannsegg. Aristea africana ingår i släktet Aristea och familjen irisväxter. Inga underarter finns listade i Catalogue of Life.

## Bildgalleri

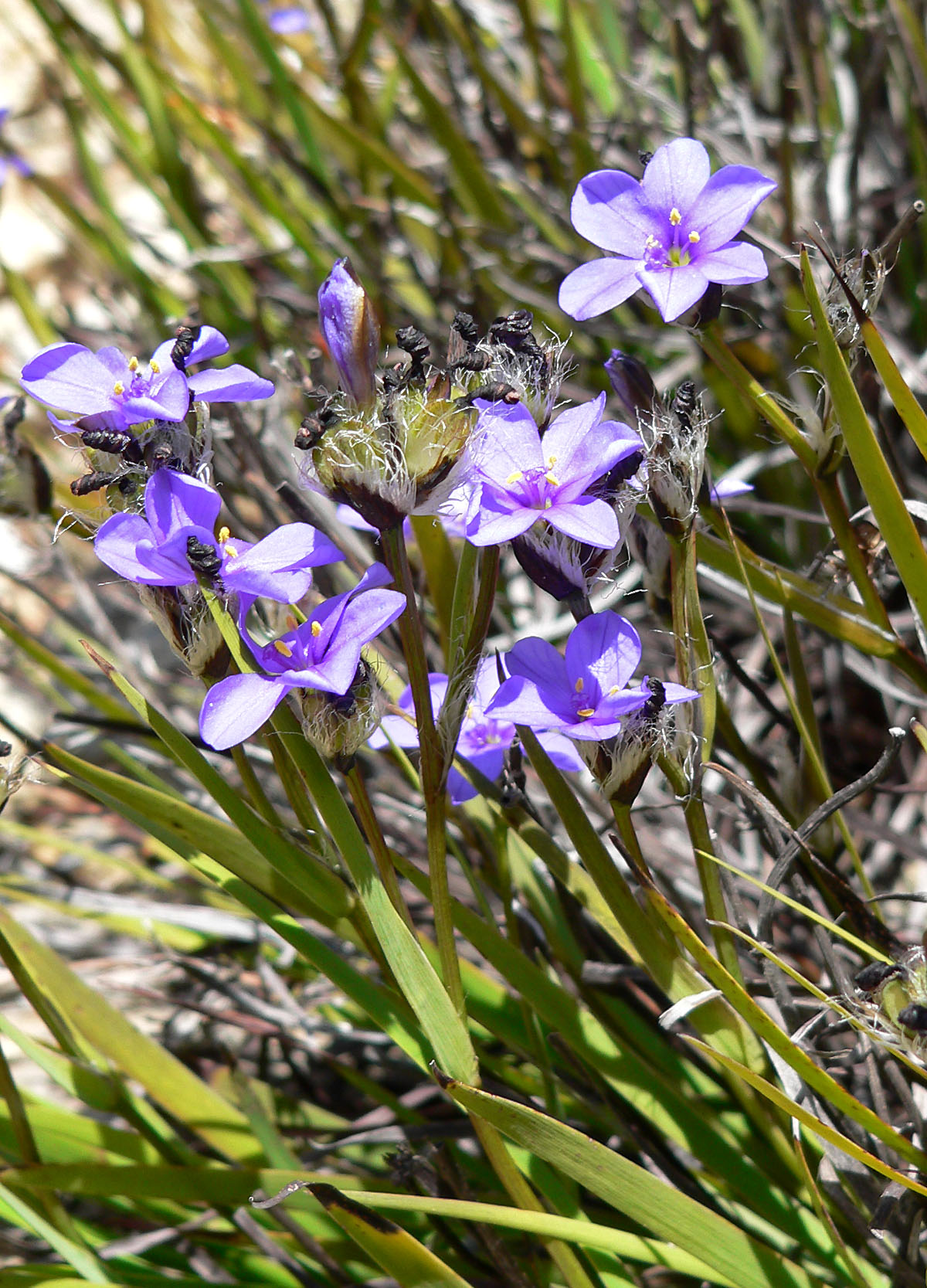
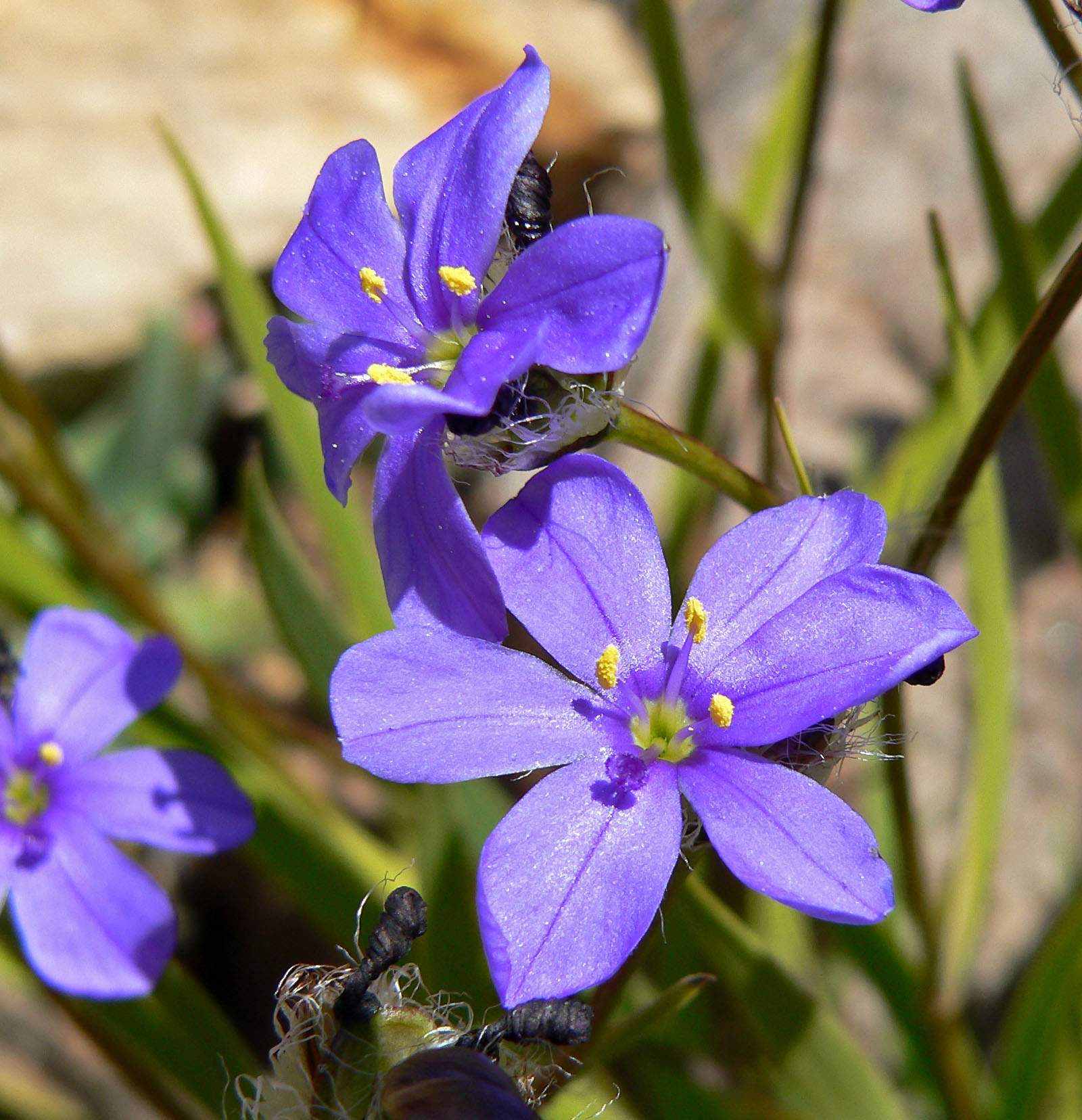